# Łuczniczka (pomnik w Bydgoszczy)

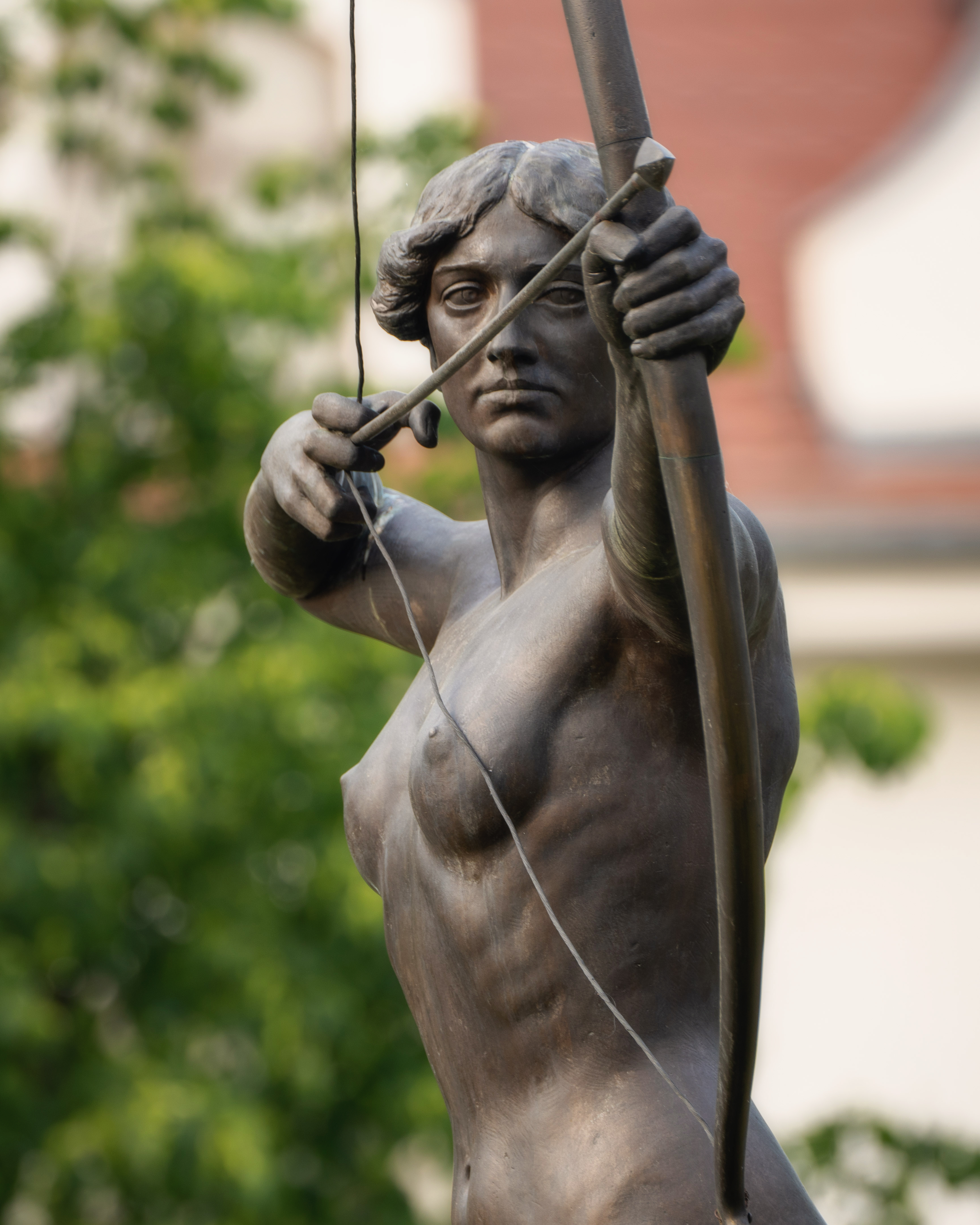

Łuczniczka – rzeźba w Bydgoszczy, w parku Jana Kochanowskiego, naprzeciw Teatru Polskiego.
Jest jedną z najstarszych zachowanych rzeźb w mieście, uznawaną także za jedną z najcenniejszych i najpiękniejszych. Postać „Łuczniczki” należy do najbardziej wyrazistych symboli Bydgoszczy. Cztery kopie posągu znajdują się w różnych miastach Niemiec.

## Opis
Posąg autorstwa berlińskiego artysty prof. Ferdinanda Lepcke jest wykonany z brązu i przedstawia młodą, nagą kobietę, napinającą łuk.
Sylwetka posiada klasyczne proporcje i atletyczną budowę ciała. Jedynym okryciem postaci są sandały typu rzymskiego, do których nawiązuje również inna bydgoska rzeźba „Przechodzącego przez rzekę”.
Posąg stoi na cokole z różowego granitu. Wymiary rzeźby wynoszą: wysokość 210 cm, szerokość 128 cm i głębokość 35 cm. Natomiast figura „Łuczniczki” ma wysokość 175 cm, obwód w biuście 105 cm, w talii 77 cm i bioder 105 cm.

## Historia

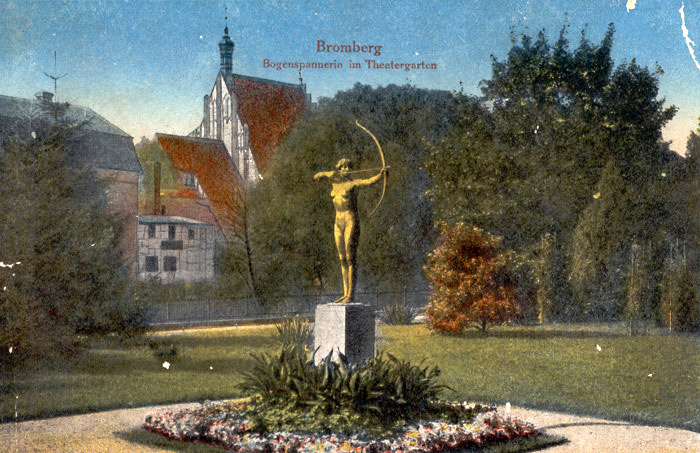
Figura w starej lokalizacji na Placu Teatralnym (do 1960 r.)

Rzeźba powstała prawdopodobnie w 1908 r. i była jednym z ostatnich dzieł Ferdinanda Lepcke. Była eksponowana na wystawach w Monachium i Berlinie, budząc duże zainteresowanie fachowców i zwiedzających oraz uzyskując pozytywne recenzje w prasie. Fotografie pracy zamieszczono również na łamach kilku czasopism fachowych poświęconych sztuce. Pomniejszona wersja „Łuczniczki” była eksponowana w maju 1910 r. w Bydgoszczy na wystawie Niemieckiego Towarzystwa Sztuki i Wiedzy. Podczas wystawy wśród miejscowej finansjery zrodziła się myśl nabycia kopii rzeźby. Wtedy bydgoski bankier żydowskiego pochodzenia, filantrop Lewin Louis Aronsohn, postanowił osobiście sfinansować sprowadzenie do Bydgoszczy oryginału. Koszt pokryty przez Aronsohna opiewał na 7,5 tys. marek. Burmistrz miasta Hugo Wolff udał się do Berlina, nawiązał kontakt z bratem nieżyjącego już Lepckego i zakupił oryginał dzieła (artysta wykonał kilka kopii posągu).
Dzieło artysty pojawiło się w Bydgoszczy 26 sierpnia 1910 r., a uroczystego odsłonięcia pomnika na cokole dokonano 18 października 1910 roku. Figurę ustawiono na Placu Teatralnym obok Teatru Miejskiego, kilka metrów od ulicy, pośrodku kwadratowego, kwiecistego klombu. Łuczniczka celowała w boczną ścianę teatru, równolegle do ul. Mostowej.
Do dzisiaj nie wiadomo, kto był modelem do wykonania figury Łuczniczki. Według anegdot rozpowszechnionych w prasie i literaturze mogła ona przedstawiać:
- przyjaciółkę fundatora, statystkę bydgoskiego teatru;
- córkę Aronsohna Julię;
- berlińską modelkę Ferdinanda Lepckego.

Na początku XX wieku i w okresie międzywojennym eksponowane w centrum miasta nagie kształty „Łuczniczki” budziły wiele emocji. Podczas świąt religijnych figurę zasłaniano parawanem lub ubierano, aby nie raziła uczuć religijnych uczestników procesji. Przeciwniczką rzeźby była mieszkająca w Bydgoszczy w latach 20. aktorka filmowa Pola Negri (Apolonia Chałupiec). W latach 20. XX w. rajcy miejscy podjęli nawet uchwałę o skasowaniu pomnika. Dopiero kiedy prezydent Poznania Cyryl Ratajski zaproponował odkupienie pomnika, przyszło otrzeźwienie i „Łuczniczka” ocalała. Przesunięto ją jednak (w I. połowie lat 20.) w głąb Placu Teatralnego, bliżej rzeki, a dalej od ulicy.
Jesienią 1939 r. okupacyjne władze niemieckie przesunęły ją w poprzednie miejsce blisko ulicy i w takiej lokalizacji figura przetrwała do 1945 r. Podczas walk w styczniu 1945 r. figura została lekko uszkodzona postrzałami na plecach, z tyłu rąk i nóg. Przetrwała natomiast bez szwanku pożar i burzenie Teatru Miejskiego. W maju 1948 r. została poddana konserwacji przez rzeźbiarza Piotra Trieblera.
W 1955 r. rzeźbę przeniesiono na skwer obok muzeum przy ul. Gdańskiej, a w 1960 r. do parku Jana Kochanowskiego, na skwer przed Teatrem Polskim. Przeprowadzka związana była z planowaną budową pomnika Wdzięczności Bohaterom Armii Czerwonej na Placu Teatralnym, do czego jednak nie doszło. Kolejne konserwacje rzeźba przeszła w latach: 1987 i 1990. Wymieniono wówczas m.in. strzałę i cięciwę oraz oczyszczono figurę ze śladów korozji.
Łuczniczka w miarę upływu czasu zyskiwała sobie coraz większą sympatię bydgoszczan oraz odwiedzających miasto gości.
19 kwietnia 2013 - w 667 rocznicę nadania praw miejskich - przy bydgoskiej operze odsłonięto figurę "Łuczniczka Nova", nawiązującą do pierwotnej figury Łuczniczki, od której jest smuklejsza i wyższa. Stoi na kuli, z której jakby się zsuwa chwilę po wypuszczeniu strzały. Głowę ma lekko odchyloną, oczy przymknięte, wysportowane ciało mocno wygięte do tyłu. Koszt wykonania wyniósł 200 tys. zł. Rzeźba wykonana jest z brązu i pokryta warstwą chromu, waży 200 kilogramów i ma 1,8 metra wysokości (o pięć centymetrów więcej niż oryginalna Łuczniczka), natomiast z cokołem - trzy metry.

## Kopie Łuczniczki
Oryginał posągu został zakupiony do Bydgoszczy, jednak autor wykonał kilka kopii figury, które znalazły się w następujących miastach:
- Coburgu, rodzinnym mieście Ferdinanda Lepcke, w północnej Bawarii; figura stoi w parku do dziś.
- Berlinie, została zakupiona na przełomie 1908/1909 r., stała naprzeciw dworca w pobliżu ratusza, w czasie działań wojennych została uszkodzona i w 1947 r. przeznaczona na złom; w 1994 r. powstała inicjatywa społeczna w celu rekonstrukcji rzeźby, a w 1997 r. Bogenspannerin stanęła na Wyspie Muzeów w Kolonnadenhof[6].
- Heringsdorf, na wyspie Uznam; jest ozdobą parku przed hotelem „Diana” i istnieje do dziś; figura ta należała do rodziny Ferdinanda Lepcke.
- Wilhelmshaven, ustawiona 18 czerwca 1982 r. staraniem Niemców pochodzących z Bydgoszczy, zorganizowanych w Bidegast Vereinigung; jest to kopia wykonana na podstawie figury w Coburgu.

## Wartość artystyczna
Łuczniczka powszechnie uznawana jest za dzieło o dużej urodzie artystycznej, o czym pisali już krytycy w okresie międzywojennym. Wojciech Rzeźniacki pisał:„Jako motyw posągu dekoracyjnego pod gołym niebem jest „Łuczniczka” dziełem wprost niezrównanym. Moment skupienia uwagi widza na iluzoryczny cel strzały – rozgrzesza artystę, że się nie zawahał przedstawić swą nowoczesną Artemidę w całym jej nagim pięknie. Napięcie mięśni nie jest jednak tego rodzaju, by zredukowało urok jej kształtów niewieścich. Przeciwnie, postawa w jakiej „Łuczniczka” napina łuk pozwoliła artyście rozwinąć całą szlachetna harmonię i symetrię posągu”.
Z figurą Łuczniczki związane są liczne dzieła literackie miejscowych pisarzy, a także plastyków i fotografów.

## Symbol Bydgoszczy
Rzeźba jest jednym z najważniejszych symboli Bydgoszczy.
Wizerunki „Łuczniczki” widnieją na znaczkach, plakietkach i wydawnictwach poświęconych Bydgoszczy. O statuetkę „Łuczniczki” ubiegają się uczestnicy miejskich konkursów, imprez i festiwali. W 2002 r. imieniem „Łuczniczki” nazwano nowo wybudowaną halę widowiskowo-sportową. Do rzeźby nawiązuje również nazwa drużyny futbolu amerykańskiego Bydgoszcz Archers (Łucznicy). W latach 60. XX wieku "Łuczniczka" była też nazwą bydgoskiej gry liczbowej.

## Galeria

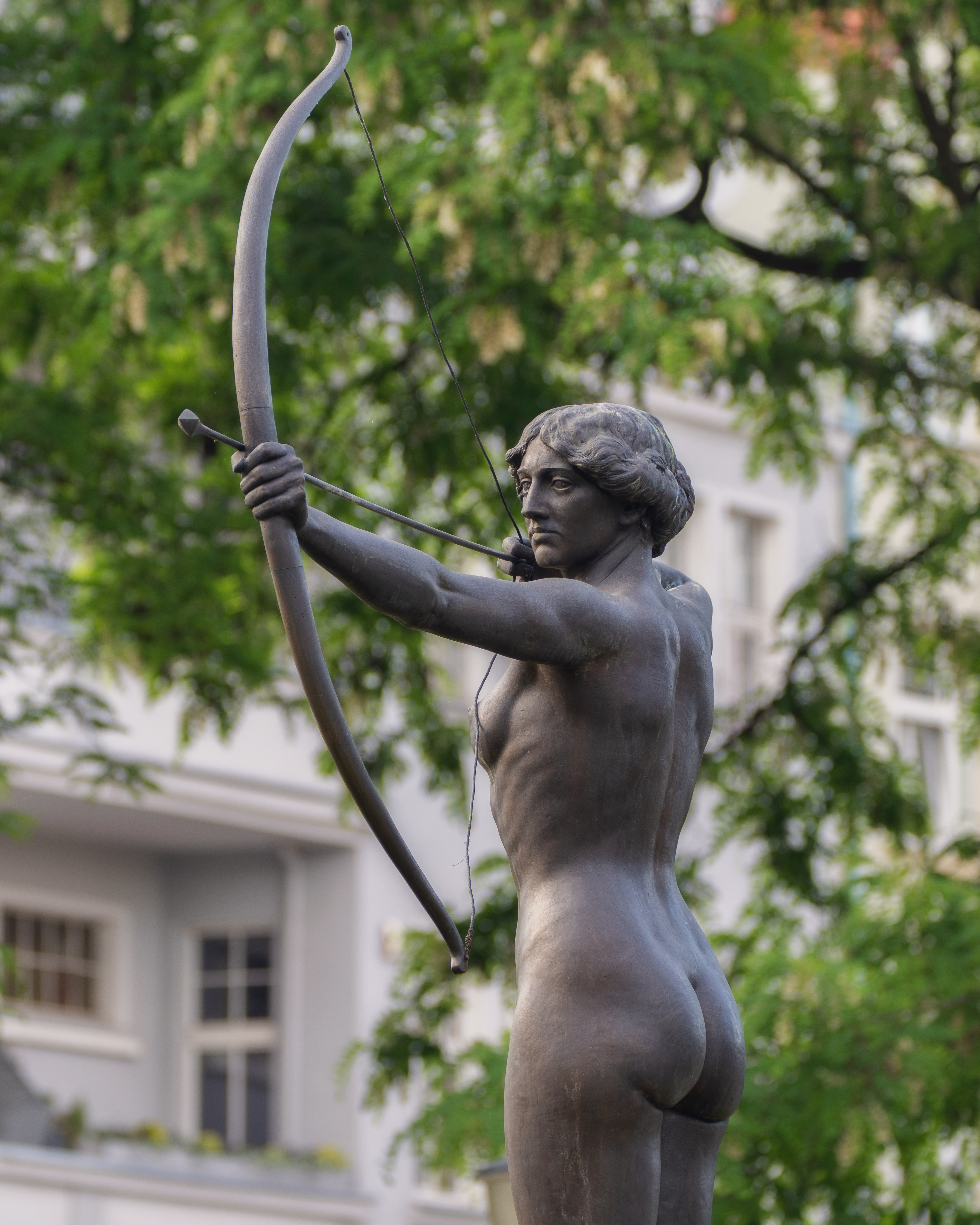
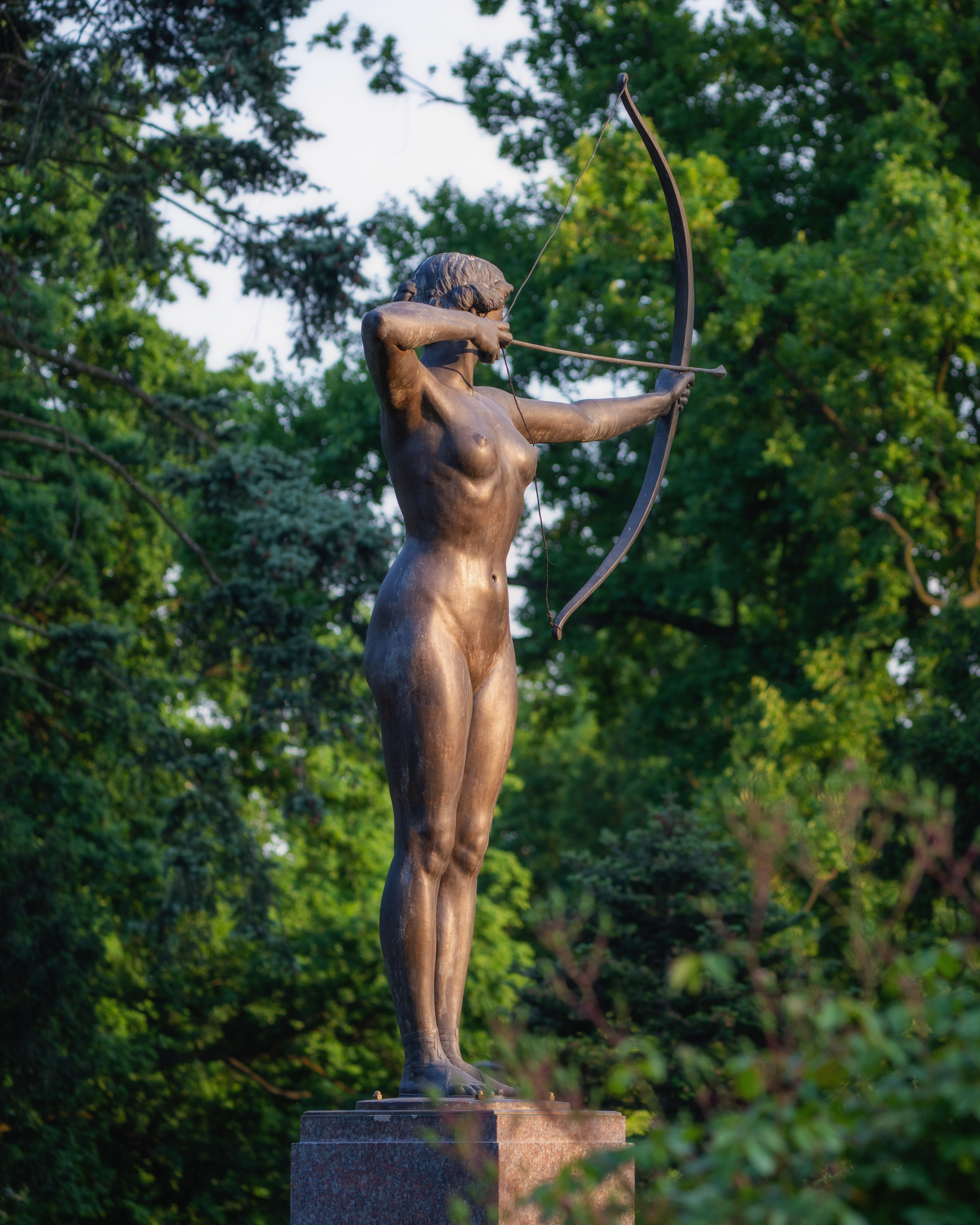
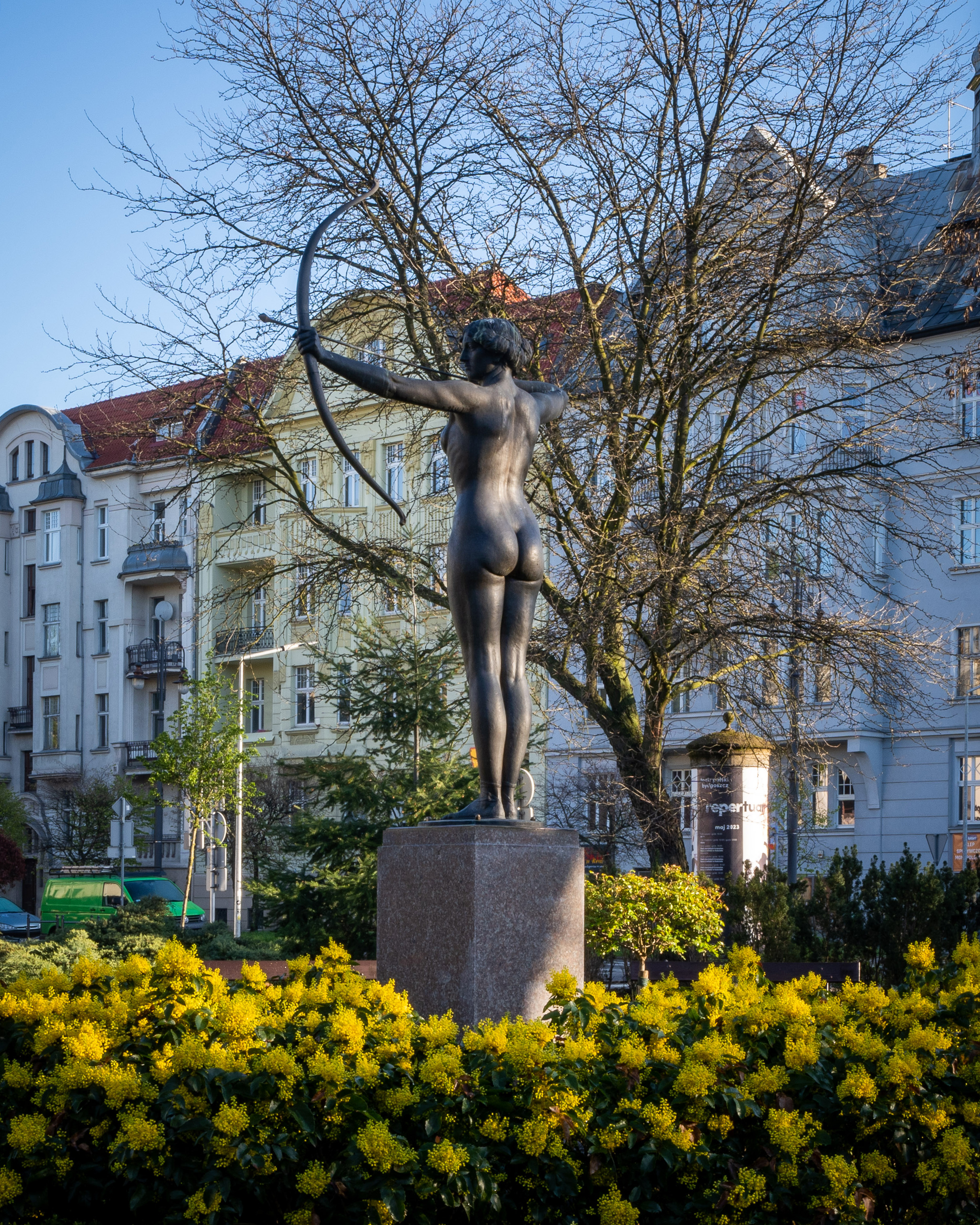
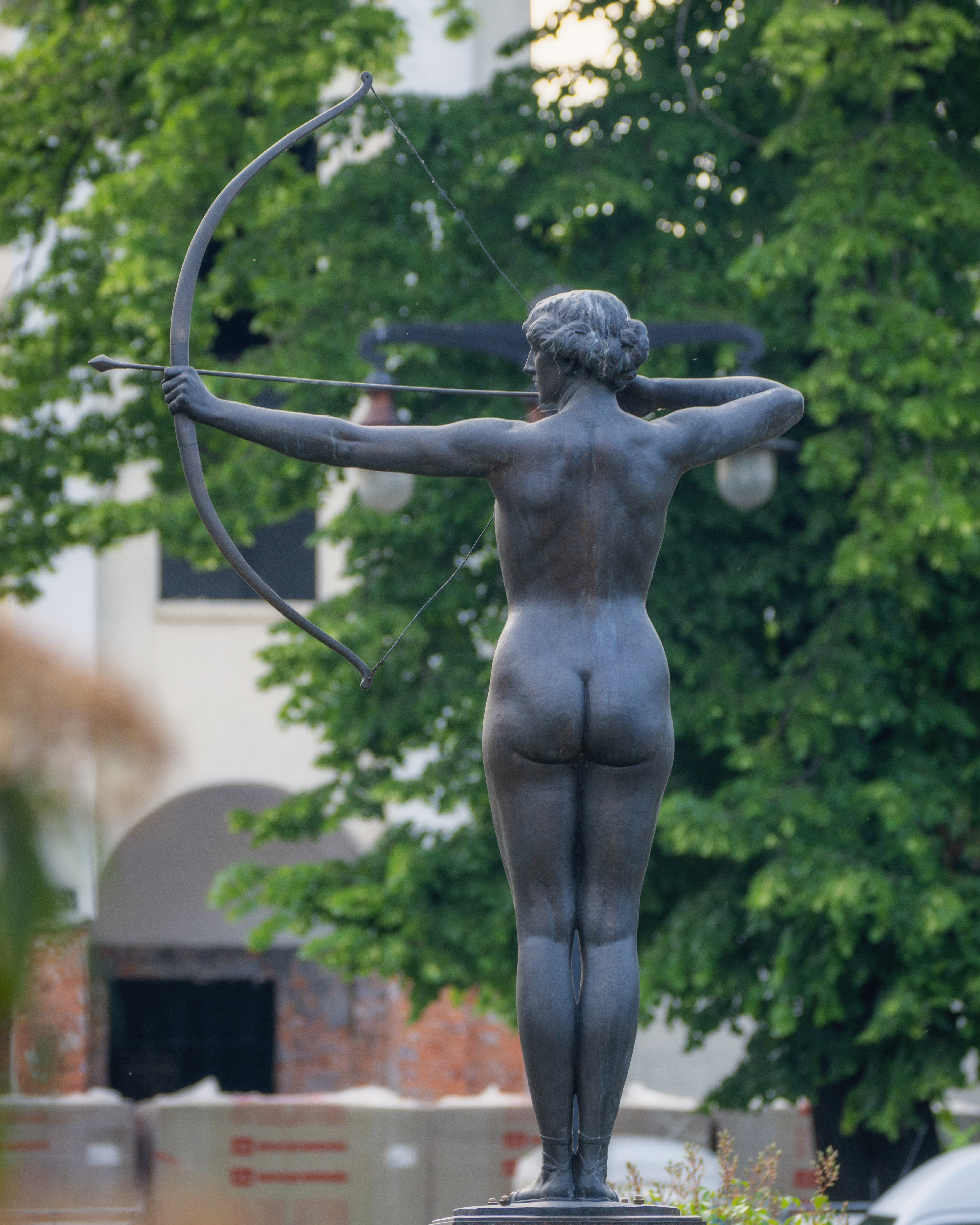
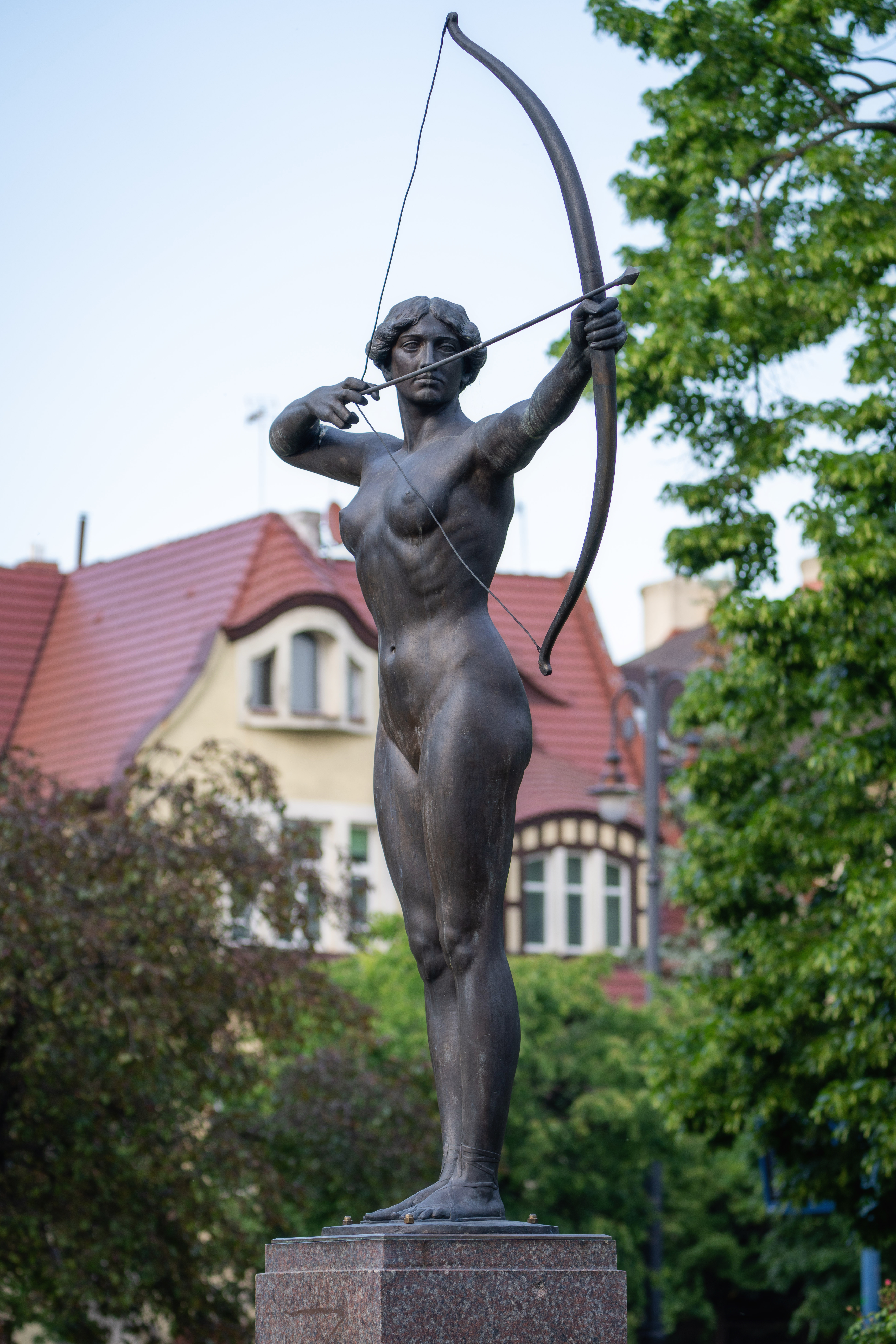
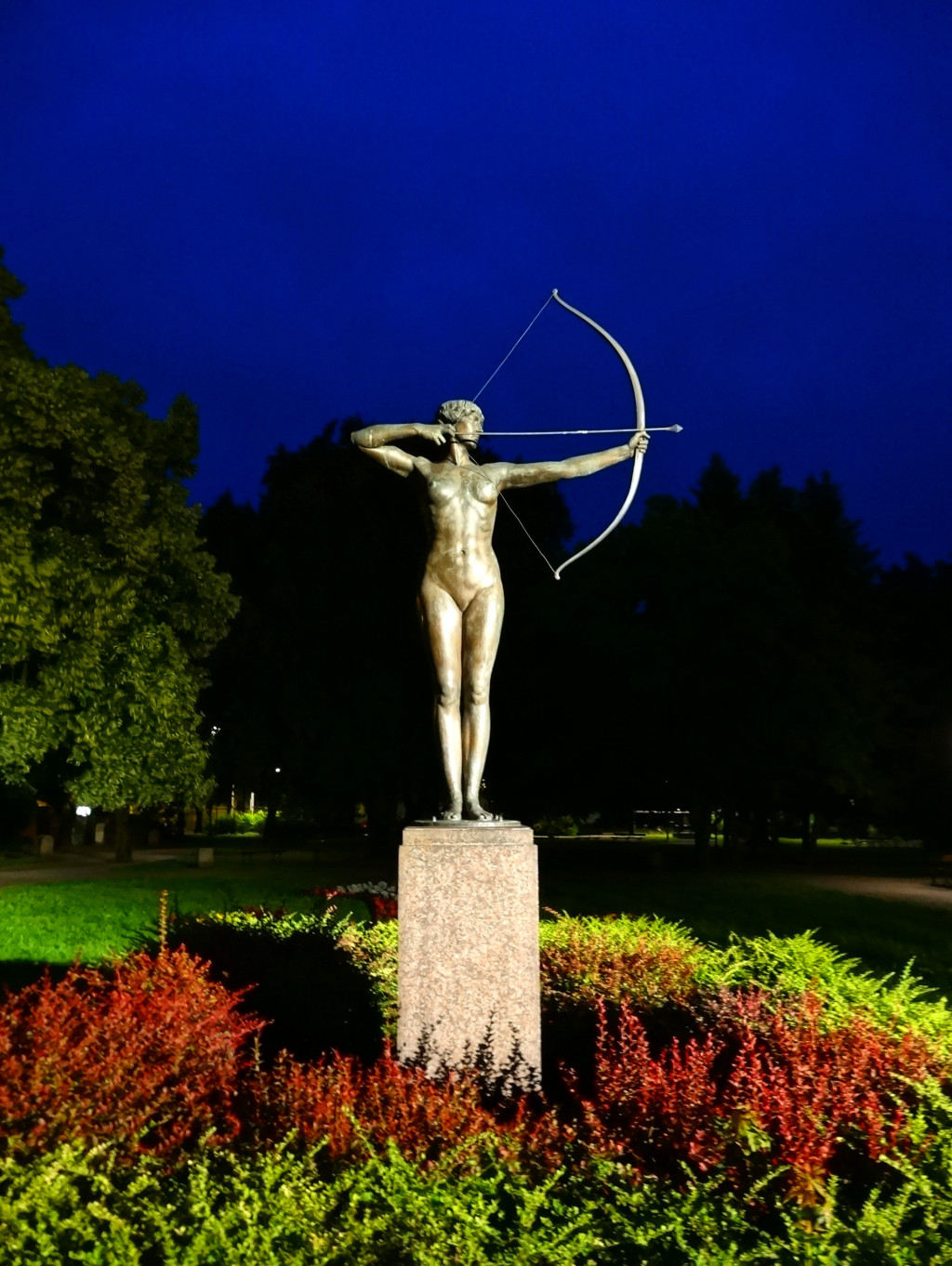